# Mina Andala
Mina Andala (Lisboa, 16 de Abril de 1979) é uma actriz portuguesa.

## Biografia
Licenciada em Teatro, ramo de Formação de Atores e Encenadores, pela Escola Superior de Teatro e Cinema, realizou o estágio profissional no Chapitô, e interpretou peças de diversos autores, de William Shakespeare a Fernando Pessoa. Paralelamente, escreveu e encenou as peças Pobre Idade e O Beijo da Morte. Tem presença regular em novelas e séries televisivas, destacando-se as suas participações na sitcom O Programa da Maria (2001), de Maria Rueff, e no programa infantil Ilha das cores (2008). No cinema participou, entre outras, na longa-metragem A Mulher Que Acreditava Ser Presidente dos EUA (2004), de João Botelho.
Destaca-se com a novela A Única Mulher, da TVI.

## Televisão
- 2000: Todo o Tempo do Mundo, TVI
- 2001: O Programa da Maria, SIC
- 2001: Herman SIC, SIC
- 2001: Ganância, SIC
- 2001: O Espírito da Lei, RTP
- 2001: Anjos Caídos, RTP
- 2003: Santos da Casa, Binda, RTP
- 2004: O Prédio do Vasco, Lia, TVI
- 2005: Os Jika da Lapa, SIC
- 2007: Ilha das Cores, Joana, RTP
- 2008: VIP Manicure, SIC
- 2009: Olhos nos Olhos, Mila, TVI
- 2010: Regresso a Sizalinda, RTP
- 2011: Laços de Sangue, Noémia, SIC
- 2015: A Única Mulher, Neuza dos Anjos, TVI[1]
- 2015: Donos Disto Tudo, RTP
- 2019: Carnival Row
- 2021: Unforgiven
- 2024: A Fazenda, TVI

## Cinema
- 2003: O Fascínio, de José Fonseca e Costa
- 2004: A Mulher Que Acreditava Ser Presidente dos EUA, de João Botelho
- 2010: Retornos, de Luis Avilés
- 2010: América, de João Nuno Pinto
- 2015: Yvone Kane, de Margarida Cardoso
- 2017: Peregrinação, de João Botelho

## Reconhecimentos
Em 2023, foi considerada uma das 100 personalidades negras influentes da lusofonia, integrando a 100 Power List, iniciativa da revista digital Bantumen.